# 위대한 맥긴티

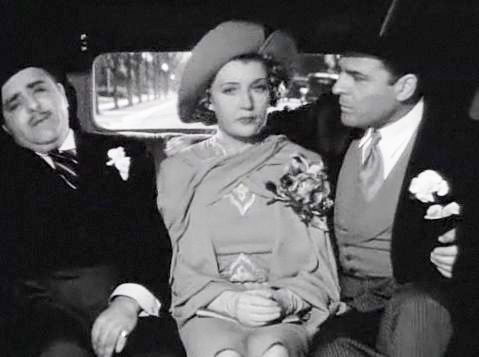
영화 속 한 장면

《위대한 맥긴티》(The Great McGinty)는 미국에서 제작된 프레스턴 스터지스 감독의 1940년 코미디 영화이다. 브라이언 돈레비 등이 주연으로 출연하였다. 이 영화는 아카데미 각본상을 받았다.

## 출연

### 주연
- 브라이언 돈레비
- 뮤리엘 앵겔러스
- 아킴 타미로프

### 조연
- 윌리엄 드마레스트
- 알린 조슬린
- 루이스 진 헤이트
- 아서 호이트
- 리비 테일러
- 터스톤 홀
- 스테피 두나
- 에스더 하워드
- 프랭크 모란
- 지미 콘린
- 드웨이 로빈슨
- 메리 토머스
- 조지 앤더슨
- 윌리엄 베네딕트
- 리처드 칼
- 윌리엄 에드먼즈
- 바이론 폴거
- 해리 헤이든
- 찰스 R. 무어
- 폴 뉴랜
- 에머리 파넬
- 진 필립스
- 빅터 포텔
- C.L. 셔우드
- 리 슘웨이
- 월터 소더링
- 로버트 워윅
- 팻 웨스트

## 기타
- 협력프로듀서: 폴 존스
- 미술: 한스 드레이어
- 미술: A. 얼 헤드릭
- 의상: 에디스 헤드